# 신정부강령팔책
신정부강령팔책(일본어: 新政府綱領八策 신세후코료핫사쿠[*])은 사카모토 료마가 게이오 3년(1867년) 11월에 제시한 메이지 유신 이후의 신 정부 설립을 위한 정치 강령이다. 현재 료마의 필사본 2매가 잔존하고 있으며, 이 2매는 각각 일본의 국립국회도서관과 시모노세키 시립 조후 박물관에 소장되어 있다.

## 내용
第一義　天下有名ノ人材を招致シ顧問ニ供フ

제1항　천하의 유명한 인재를 모셔와 고문으로 삼는다.

第二義　有材ノ諸侯ヲ撰用シ朝廷ノ官爵ヲ賜イ現今有名無実ノ官ヲ除ク

제2항　유능한 제후를 등용하여 조정의 관직을 하사하고 현재 유명무실한 관직을 폐지한다.

第三義　外国ノ交際ヲ議ス

제3항　외국과의 교류를 의논한다.

第四義　律令ヲ撰シ新タニ無窮ノ大典ヲ定ム律令既ニ定レバ諸侯伯皆此ヲ奉ジテ部下ヲ率ユ

제4항　율령을 편찬하여 새롭게 영원한 대전을 정하고 율령을 정하였다면 제후 모두가 이를 받들며 부하를 통솔한다.

第五義　上下議政所

제5항　상·하의정소

第六義　海陸軍局

제6항　해·육군국

第七義　親兵

제7항　친병

第八義　皇国今日ノ金銀物価ヲ外国ト平均ス

제8항　황국의 현재 금은의 물가를 외국과의 평균에 맞춘다.

右預メ二三ノ明眼士ト議定シ諸侯会盟ノ日ヲ待ツテ云云

우측의 내용을 사전에 2, 3명의 안목 있는 자들과 의논하여 정하고 제후회맹의 날을 기다리고…

OOO自ラ盟主ト為リ此ヲ以テ朝廷ニ奉リ始テ天下萬民ニ公布云云

OOO 스스로 맹주로 나서서 이 안을 조정에 올려 천하 만민에게 공포하며…

強抗非礼公議ニ違フ者ハ断然征討ス権門貴族モ貸借スル事ナシ

강하게 저항하여 무례하게 공의를 어기는 자는 단연히 정토하며 권문귀족이라도 예외가 없다.

慶応丁卯十一月　坂本直柔

게이오 정묘 11월 사카모토 나오나리(사카모토 료마의 본명)

제1항에서는 폭넓은 인재를 등용하고, 제2항에서는 유능한 인재를 등용하고 유명무실한 관직을 폐지, 제3항에서는 국제 조약을 의논해 정하고, 제4항에서는 헌법을 제정, 제5항에서는 양원과 의회 정치를 도입, 그리고 제6항에서는 해군과 육군을 조직, 제7항에서는 어친병(御親兵, 천황 직속 군대)을 조직, 마지막으로, 제8항에서는 금과 은의 물가를 변경할 것을 언급하고 있다.
위 내용은 선중팔책(船中八策)을 간략화하여 기술한듯한 내용으로 구성되어 있다. 선중팔책과의 차이로 주목받는 곳은 후반부의 OOO로 공란이 되어있는 부분이다. 도쿠가와 요시노부(徳川慶喜), 야마우치 요도(山内容堂), 마쓰다이라 슌가쿠(松平春嶽) 등 지칭하는 인물에 관해선 여러 주장이 있지만, 어느 인물인지는 명확하지 않다는게 정설이다. 문자 그대로 이를 읽는 사람들이 자유롭게 이름을 넣어 읽을 수 있도록 하였다고 받아들여지고 있다.

## 같이 보기
- 선중팔책